# Listă de scriitori mexicani
Aceasta este o listă de scriitori mexicani.

## F
- Carlos Fuentes

## G
- Ricardo Garibay

## P
- Octavio Paz

## R
- Juan Rulfo

## T
- Bruno Traven